# 요안니스 6세
요안니스 6세 칸타쿠지노스(그리스어: Ἰωάννης ΣΤʹ Καντακουζηνός, 1292년 ~ 1383년)는 동로마 제국의 황제이자 정치가, 장군이며, 동로마 후기 역사가이다. 그는 친우 안드로니코스 3세와 요안니스 5세 치하에서 메가스 도메스티코스를 지냈으며, 내전이 일어나기 전까지 요안니스 5세의 섭정이었다. 내전 직후, 그의 지지자와 군대에 의해 동로마 황제로 선포되었으며 1347년부터 1354년까지 동로마 제국을 통치하였다. 요안니스 5세에 의해 퇴위하였고, 이후 요아사푸스 크리스토둘로스(그리스어: Ιωασάφ Χριστόδουλος)라는 이름의 수도사로서 역사서를 저술하는 등 여생을 보내었다. 또한, 요안니스 6세는 사망할 당시에 90세에서 91세로 동로마 황제 중 가장 장수하였다.

## 생애
요안니스 칸타쿠지노스는 모레아의 총독인 미하일 칸타쿠지노스와 테오도라 팔레올로기나 안젤리나의 아들로서 콘스탄티누폴리스에서 태어났다.
그는 본래 황제인 안드로니코스 3세 팔레올로고스의 친구로, 그와 함께 쿠데타를 일으켰다. 그는 6년 동안 안드로니코스를 도와 안드로니코스가 내전에서 승리하게 되었다.
1328년 안드로니코스 3세가 즉위하자, 그는 내무대신이 되었으며, 최고 행정권을 위임받았고 그의 통치 기간 내내 대내외적인 역할을 했다. 그는 레스보스 섬과 아이톨리아 공국이 제국에 다시 충성하게 하기도 하였으며, 절제와 금욕을 미덕으로 삼았다. 그는 1341년 6월 안드로니코스 3세가 후계지정을 하지 못하고 사망하자 안드로니코스 3세의 적장자인 요안니스 5세의 섭정으로 임명되었다.

### 내전
요안니스 칸타쿠지노스는 안드로니코스 3세에 의해 공동 황제로 등극하는 것을 여러 번 거부한 그 자신의 어떠한 야망이 없이 시작되었다. 요안니스 6세가 쓴 역사서에 따르면, 황제가 죽은 후, 칸타쿠지노스는 요안니스 5세의 주장의 정당성을 주장하고 소년이 성년이 될 때까지 제국의 관리를 감독하는 것으로 만족하면서, 다시 한번 왕위에 오르기를 거부했다. 그가 충성심을 유지했는지는 알 수 없지만, 요한 5세와 그의 어머니 안나에게 헌신했음에도 불구하고, 그녀는 그를 반역자로 의심하게 되었다. 전황제와의 우정과 그의 권력은 그의 전 원수들인 콘스탄티노폴리스 총대주교 요안니스 14세와 알렉시오스 아포카우코스의 질투를 불러일으켰다 그들은 일련의 시도가 실패한 후, 1341년 9월 그가 수도 밖으로 나가 펠로폰네소스의 일부를 여전히 보유하고 있는 십자군 공국들에 대해 군대를 준비하던 중에 섭정단을 전복시키는데 성공했다.

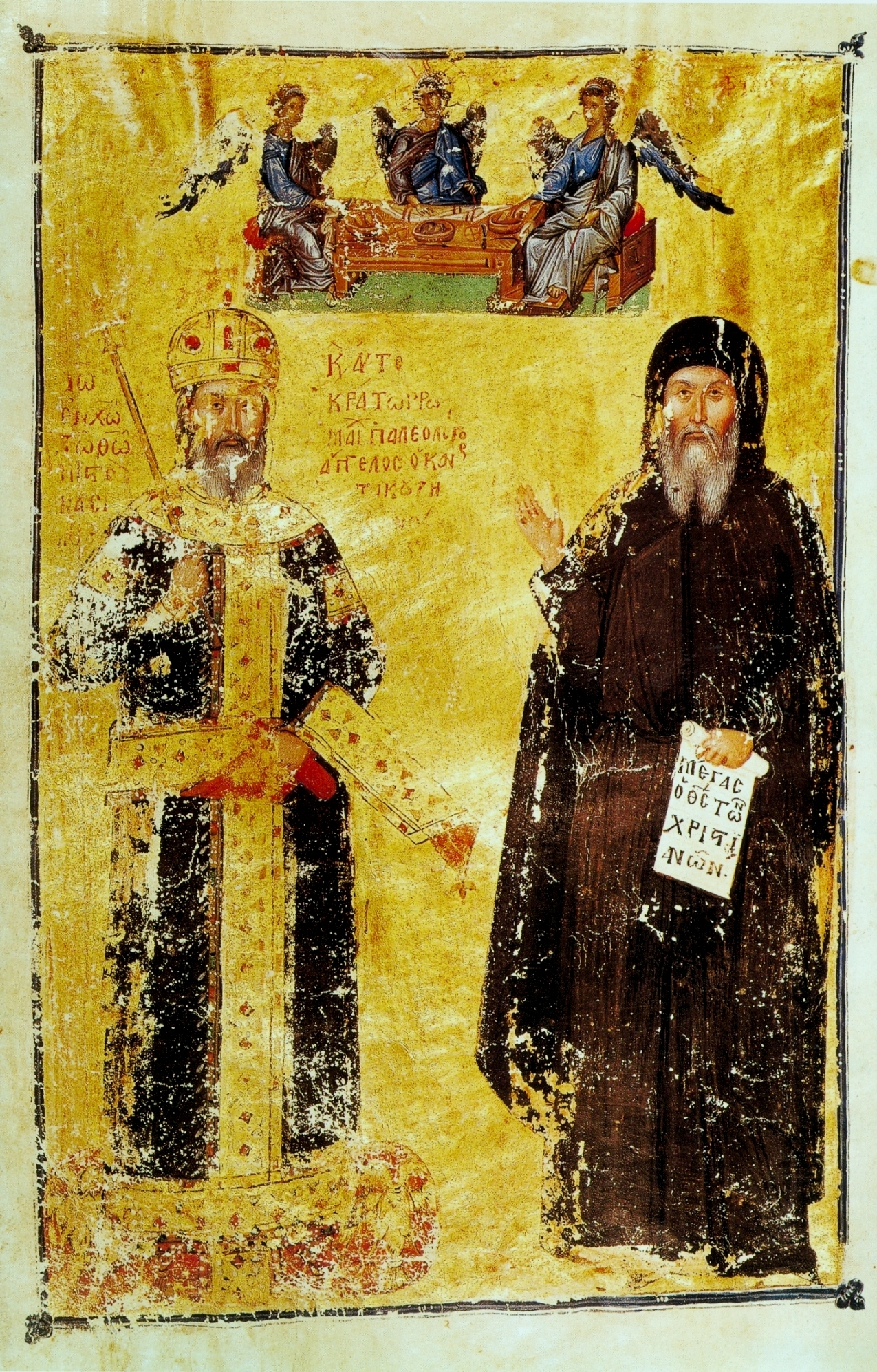
요안니스 6세의 이중 초상

그는 찬탈자들과 협상을 시도했지만 거절당했고 그의 군대는 해산 명령을 받았다. 게다가, 콘스탄티노플에 있는 그의 친척들은 망명하거나 투옥되었고, 그들의 재산은 대적자들에 의해 몰수되었다. 그의 어머니 테오도라는 가택 연금 중에 겪은 학대 때문에 사망했다. 그의 군대는 새로운 섭정들의 명령을 무시하고 트라케의 디디모테이코스에서 요안니스 6세를 황제를 선포했다. 그는 요안니스 5세의 하위 통치자로 계속 칭하면서 이것을 받아들였다. 이 선포는 그의 적인 총대주교 요안니스 14세의 파문으로 이어졌다.
이어진 내전은 6년 동안 지속되었다. 모든 종류의 외국 동맹국들과 용병들을 불렀고, 양측은 완전히 붕괴되었고 제국을 거의 망쳤다.
이어 요안니스 6세는 먼저 테살로니카로 진군하였다.
그러자 그곳의 통치자들이 그에게 테살로니케를 넘겨주려고 하였다. 이에 알렉시오스 아포카우코스는 이 움직임을 예상하고 도시를 강화하기 위해 함대를 파견하여 요안니스는 세르비아로 도망쳐야 했고, 스테판 두샨은 그를 보호하고 군사 지원을 해주었다. 그러나 이것은 대부분 효과가 없는 것으로 판명되었고, 요안니스 6세의 오랜 친구이자 아이딘의 우무르의 개입만이 디디모테이코스에 있는 그의 본거지에 대한 섭정군의 포위망을 무너뜨렸다.
이듬해 테살로니카에 대한 또 다른 시도에서, 세르비아인들은 새로운 섭정을 지원하는 편을 바꾸었고, 그는 다시 한 번 더 고립되었다. 그러나 다시 아이딘의 우무르가 그를 구하러 왔고, 그들의 연합군은 마케도니아에서 탈출하여 디디모테이코스으로 돌아왔다. 비록 시간이 그의 편이긴 했지만, 양측 모두 상대방을 몰아낼 수 없었기 때문에 전쟁은 4년 더 질질 길게 끌었다.
요안니스 칸타쿠지노스는 당시의 편견을 뛰어 넘어 직접 튀르크어를 배우고 오스만의 오르한 가지와 우정을 쌓았다. 그는 오스만과 협상을 해서 오르한이 그의 딸 테오도라와 결혼하였으며, 오스만의 지원을 받아 1347년 2월 8일 요안니스 6세는 승리를 거두고 콘스탄티노폴리스에 입성했다. 요안니스 5세와 요안니스 6세는 후자가 10년 동안 선임 황제로 통치하고, 그 후 10년 후 요안니스 5세가 연공에 올라 칸타쿠지노스와 동등한 권력을 공유할 것이라는 데 동의했다. 요안니스 6세의 공식 대관식은 5월 21일에 거행되었다.

### 재위 기간
요안니스 6세의 통치 기간 전부터 로마 제국은 이미 분열되고 궁핍하고 약해졌으며 사방에서 계속 공격을 받았다. 그가 확고한 최고 권력을 쥐고 그의 제국을 건지려는 뜻을 펼치려 했을 때 제국에는 필요한 자금이 전혀 남아있지 못했다.
1347년 봄에는 흑사병이 콘스탄티노폴리스를 휩쓸었고, 많은 제국인들이 죽었으며 그의 막내아들도 잃었다.
당시 제노바인들은 당시 제국의 경제를 약화시키고 있었다. 갈라타에서 그들의 식민지를 허용한 조약의 조건을 무시한 제노바인들은 그것을 요새화하고 무장하기 시작했다. 이는 보스포루스의 통제로 인한 수입의 87%가 동로마 제국 대신에 그들에게 돌아갔다는 의미였다. 요안니스 6세는 콘스탄티노폴리스에서 자금을 모아 일어날 전쟁에 대비하여 산산조각난 제국의 해군을 재건하려고 시도했다.
그는 적당한 크키의 9척 배와 약 100척의 작은 배를 건조할 수 있을 만큼 충분히 빌릴 수 있었고, 그 후 관세율을 낮추고 제노바의 수입을 빼기 시작했다. 그러나 그들이 전쟁을 선포했을 때, 그들은 1349년 초까지 그의 함대를 침몰시키거나 사로잡을 수 있었다. 그러나 제노바는 갈라타의 주요 지역이 부두와 창고를 포함하여 불에 탄 후 협상할 수밖에 없게 되었고, 동로마 제국은 이후 해군의 보호를 위해 베네치아 공화국과 동맹을 맺을 수밖에 없었다. 이로 인해 베네치아와 제노바의 1350년 전쟁에 개입하게 되었지만, 파가니노 도리아는 이듬해 콘스탄티노폴리스에서 피로스의 승리를 거두어 동로마 제국은 전쟁에서 평화조약을 체결하게 되었다.
테살로니카에서 열심당은 콘스탄티노폴리스에서 내려온 일체의 지시를 전부 거부했다. 그러나 그들은 내분에 휩싸였고  요안니스 6세는 알렉시오스 메토키테스의 지지선언을 기회로 삼고, 그의 아들 마타이오스를 제국 정규군과 오스만 보조군을 테살로니카로 보내고, 요안니스 5세와 함께 콘스탄티누폴리스에서 배에 올라서 1350년 테살로니카 대주교 그레고리오스 팔라마스와 테살로니카에 입성을 했다.
1351년에 요안니스 6세는 블라헤르네 궁전에서 열린 제5차 콘스탄티노플 공의회의 블라헤르네 공의회를 감독했는데, 그곳에서 그레고리오스 팔라마스의 헤시카즘 신학은 정통으로 선언되고, 이 선언에 반대하는 자들은 정죄되었다.
세르비아 제국의 스테판 두샨은 알바니아, 마케도니아, 에피루스를 점령하였고 제국을 위협하였다. 요안니스 6세는 오스만과 다시 동맹을 맺어 추가 침공에 대한 도움을 확보했다. 하지만 오스만 베이국은 칼리폴리스에서 제국인을 내쫓은 지진이 있은 후, 1354년에 칼리폴리스를 점령하였다. 이를 반환받을 려고 노력하였으나, 허사였다. 요안니스 6세는 1353년에 그의 아들 마타이오스을 또 다른 공동 황제로 삼았고, 정부의 부채를 상환하기 위해 세금을 확대하려는 요안니스 6세의 시도는 오랫동안 불쾌하였다. 그는 결국 1354년 말에 요안니스 5세에 의해 선임황제가 되었고, 12월에 스스로 퇴위하였다.
그의 재위기간 중에는 아주 평화로운 시절도 있었으며, 그는 비잔티움이 원하는 카리스마 넘치는 지도자는 아니었지만, 제국을 위해 헌신한 그의 공로도 인정받을만 하다.
또한 반팔라미즘 역사가 니케포로스 그레고라스는 만약 요안니스 칸타쿠지노스가 팔라마스의 이단에 빠지지 않았다면 그는 비잔티움의 가장 위대한 황제의 반열에 올랐을 것이라 평하기도 하였다.

### 말년
요안니스 6세는 수도원으로 은퇴했고, 그곳에서 그는 수도사 요아사푸스 크리스토둘로스(그리스어: Ιωασάφ Χριστόδουλος)로서 역사서를 저술하였다. 1320년에서 1356년까지의 그의 책은 주관적인 생각도 들어 있으며 변명이 되기도 한다. 그렇기에 그것을 완전히 신뢰할 수 있는 것은 아니다. 그럼에도 불구하고, 이것은 동로마의 황제가 자신의 통치 기간 동안 남긴 유일한 생존 기록이라는 점에서 주목할 만하다.
1367년 요아사푸스는 동방 정교회와 로마 가톨릭 교회의 화해를 시도하기 위해 라틴 총대주교 바울과 협상하기 위해 동방 정교회의 대표로 임명되었다. 그들은 교황과 동서 교회의 모든 총대주교, 대주교, 주교들이 참석하는 세계 공의회를 소집하기로 합의했다. 그러나 교황 우르바노 5세는 이 계획을 거부하였고, 결국 아무런 성과도 얻지 못하였다.
1383년 6월 15일에 수도사 요아사푸스는 펠로폰네소스 반도에서 죽었고 그의 아들들에 의해 라코니아의 미스트라스에 묻혔다.

## 같이 보기
- 동로마 제국의 황제 목록
- 요안니스 5세
- 안드로니쿠스 3세
- 안드로니쿠스 2세
- 모레아 전제군주국
- 헤시카즘